# Hukkle
A Hukkle egy 2002-ben bemutatott magyar film, Pálfi György rendezésében. A filmet a Tolna megyében található Ozorán forgatták, részben az ottani lakosok közreműködésével.

## Cselekmény
Az öregember csuklik a padon, a kocsis alszik menet közben a kocsiján, a férfiak a kocsmában tekéznek, a rendőr meg gyilkossági ügyekben nyomoz. 
Falusi idilli képek, dialógusok nélkül, elképesztő jelenetekkel.
A film részben a „tiszazugi méregkeverők” néven elhíresült bűncselekmény-sorozat történetének feldolgozása.

## Szereplők
- Bandi Ferenc (Cseklik bácsi)
- Farkas József (rendőr)
- Rácz Józsefné (bába)
- Kaszás Attila (városi papa)
- Ónodi Eszter (városi anya)
- Baráth István (tulaj)
- Koncz Szimonetta (városi kislány)
- Margitai Ági

## Díjak
- 2002: Európai Filmdíj: Az év európai felfedezettje – Fassbinder-díj: Pálfi György
- 2002: San Sebastián-i Nemzetközi Filmfesztivál: Legjobb rendező: Pálfi György
- 2002: 33. Magyar Filmszemle
  - Legjobb első film: Pálfi György
  - Gene Moskowitz-díj[2]

## Érdekességek
- A filmben nincsenek párbeszédek.

## Külső hivatkozások
- Hukkle a PORT.hu-n (magyarul)
- Hukkle az Internet Movie Database-ben (angolul)
- Hukkle a Box Office Mojón (angolul)
- Filmkatalogus.hu
- Hukkle (2002) teljes film